# Piliczański Obszar Chronionego Krajobrazu
Piliczański Obszar Chronionego Krajobrazu – obszar chronionego krajobrazu ustanowiony 24 marca 2009 roku Rozporządzeniem Nr 8/2009 Wojewody Łódzkiego w sprawie wyznaczenia Piliczańskiego Obszaru Chronionego Krajobrazu na powierzchni 46 340 ha. Na podstawie Uchwały Nr XXII/407/12 Sejmiku Województwa Łódzkiego z dnia 27 marca 2012 roku jego powierzchnia została zmniejszona i obecnie wynosi 43 790 ha.
Obszar położony jest w województwie łódzkim w jednostkach administracyjnych:
| powiat opoczyński:             | powiat piotrkowski: | powiat radomszczański:                                                                                           |
| ------------------------------ | ------------------- | --- |
| - gmina Paradyż - gmina Żarnów | - gmina Aleksandrów | - gmina Kobiele Wielkie - gmina Masłowice - gmina Przedbórz - miasto Przedbórz - gmina Wielgomłyny - gmina Żytno |

Obszar obejmuje:
„tereny chronione ze względu na wyróżniający się krajobraz o zróżnicowanych ekosystemach, wartościowe ze względu na możliwość zaspokajania potrzeb związanych z turystyką i wypoczynkiem, a także pełnioną funkcję korytarzy ekologicznych”.
Na obszar oprócz części zasadniczej składają się jeszcze dwa niewielkie niepołączone fragmenty położone w gminie Żarnów. W jego zasięgu znajdują się tereny położone nad rzeką Pilicą znajdujące się między Sulejowskim a Przedborskim Parkiem Krajobrazowym. Ponadto graniczy on z Przedborskim O.Ch.K., Konecko-Łopuszniańskim O.Ch.K., Włoszczowsko-Jędrzejowskim O.Ch.K. oraz na krótkim odcinku z O.Ch.K. Doliny Widawki.
Na terenie Piliczańskiego Obszaru Chronionego Krajobrazu leżą rezerwaty „Dębowiec” i „Diabla Góra”. Projektowany jest także rezerwat „Łęgi nad Pilicą”.